# Бойко Андрій Вадимович
Андрій Вадимович Бойко (нар. 15 грудня 2002, Київ) — український співак, актор, переможець «Дитячої нової хвилі 2014», срібний призер «Слов'янського Базару 2014», а також фіналіст третього сезону «Голос. Діти».

## Біографія
Андрій Бойко народився в сім'ї музикантів: його мама — скрипалька, а тато — гобоїст. Цікавість до музики у Андрія почався з захоплення творчістю Елвіса Преслі. Пізніше у нього з'явився ще один кумир — Фредді Мерк'юрі. Уже в 6 років він вперше вийшов на сцену Київської філармонії, виконавши партію барабана в Симфонії іграшок Моцарта в супроводі камерного оркестру. Професійно займатися вокалом Андрій почав у 8 років, коли його віддали в дитячу естрадно-вокальну студію «Співайко».
У 2013 році він став півфіналістом першого сезону телепроєкту «Голос. Діти>», потрапивши за результатами сліпих прослуховуваннях в команду Олега Скрипки. Крім того, в цьому ж році зайняв I місце на телевізійному проєкті «Крок до зірок». Крім того, він став півфіналістом національного відбору «Дитячого Євробачення». У цьому ж році він став вихованцем продюсерського центру «Парадиз».
У липні 2014 року він посів друге місце на XII міжнародному дитячому музичному конкурсі «Вітебськ-2014», що проходить в рамках фестивалю «Слов'янський базар». А в серпні він став переможцем «Дитячої Нової Хвилі 2014». Крім того, у вересні він взяв участь в проєкті «Хочу до Меладзе», який Костянтин Меладзе запустив для пошуку учасників для нового бой-бенду, проте не пройшов далі через свій вік.
У грудні 2015 року вийшов дебютний кліп на пісню «Ангел», яку написав Андрій Француз. Режисером кліпу виступив Євген Толмачов. Кліп став призом за перемогу в конкурсі «Young Voice of Music Box-2015», якою проводив український телеканал Music Box UA.
У 2016 році Бойко став учасником третього сезону українського телепроєкту «Голос. Діти». На сліпих прослуховуваннях до нього повернулися всі троє наставників, але піти він вважав за краще в команду Монатика. Андрій дійшов до фіналу конкурсу, однак в підсумку переможцем третього сезону стала Еліна Іващенко.
У 2018 році він пройшов кастинг в другий сезон телесеріалу «Школа», в якому йому дісталася роль нового учня Вані 10-А класу Був визнаний Фаворитом Експертів у номінації «Молодий талант року» за результатами українського рейтингу народних уподобань «Фаворити Успіху – 2018».

## Фільмографія
- 2018 — «Школа.Недитячі ігри» — Ваня

## Галерея

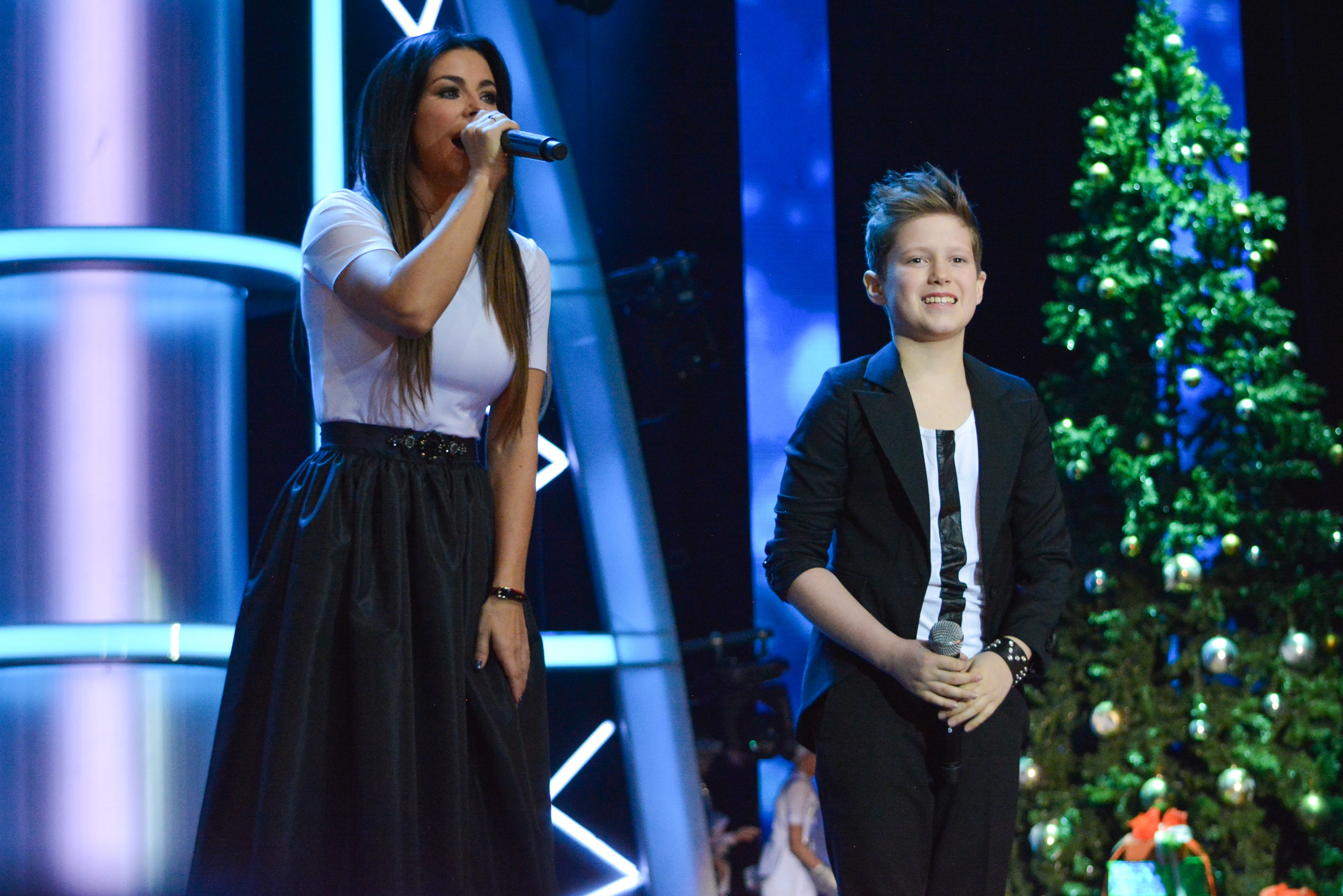
Ані Лорак і Андрій Бойко на Різдвяні пісні року 2014
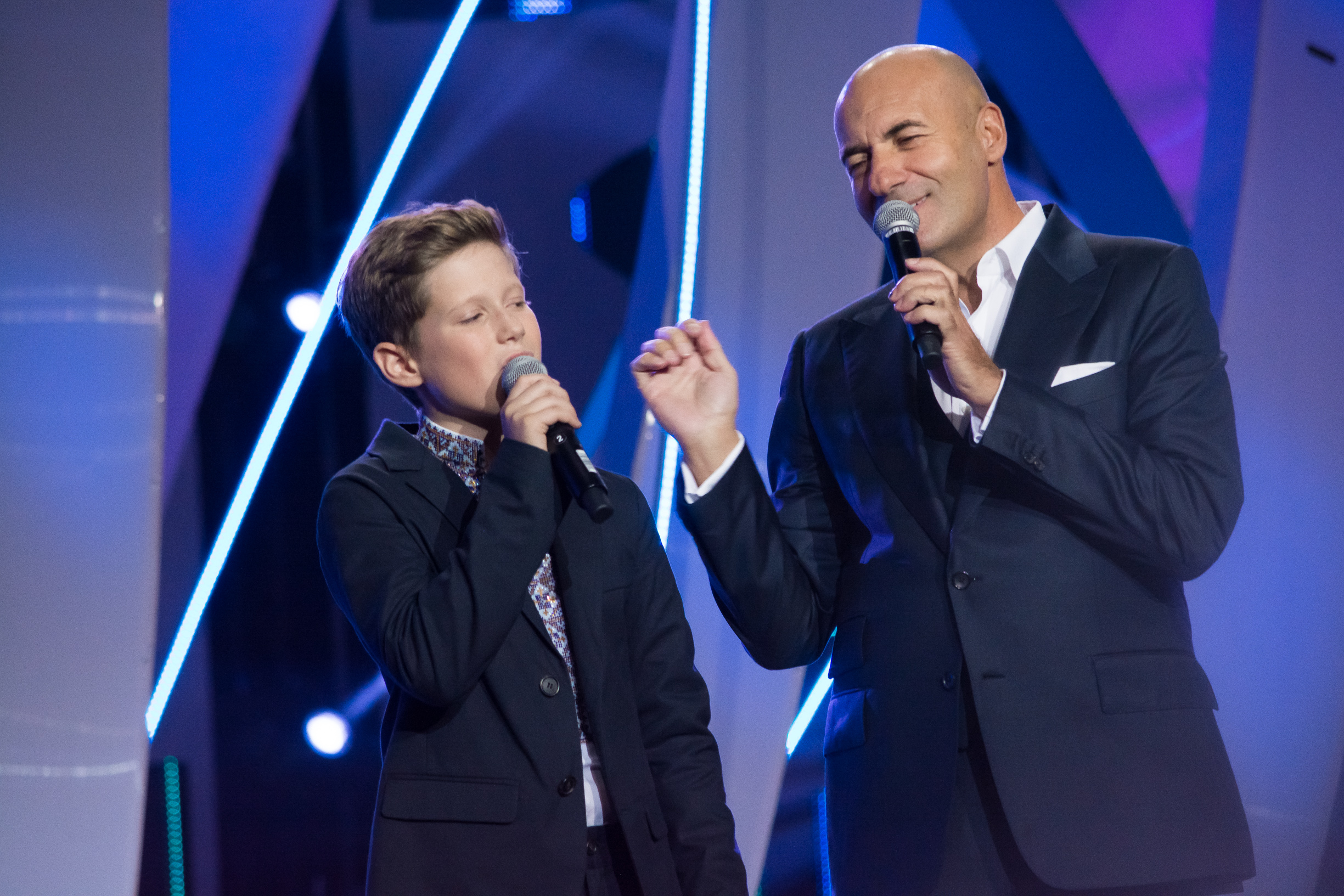
Виступ з Ігорем Крутим на Різдвяні пісні року 2015
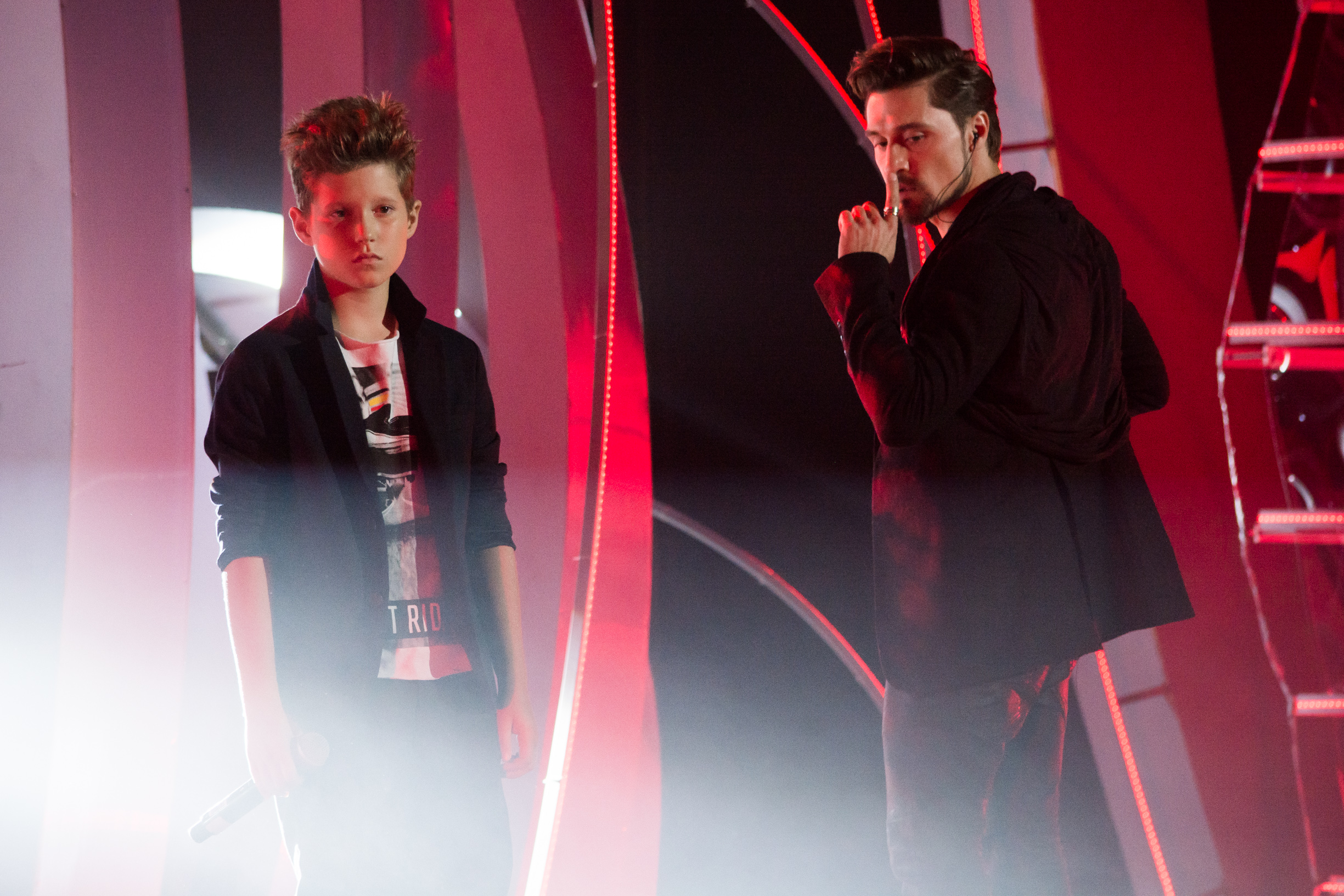
Дуэт с Дмитром Біланом на Різдвяні пісні року 2015
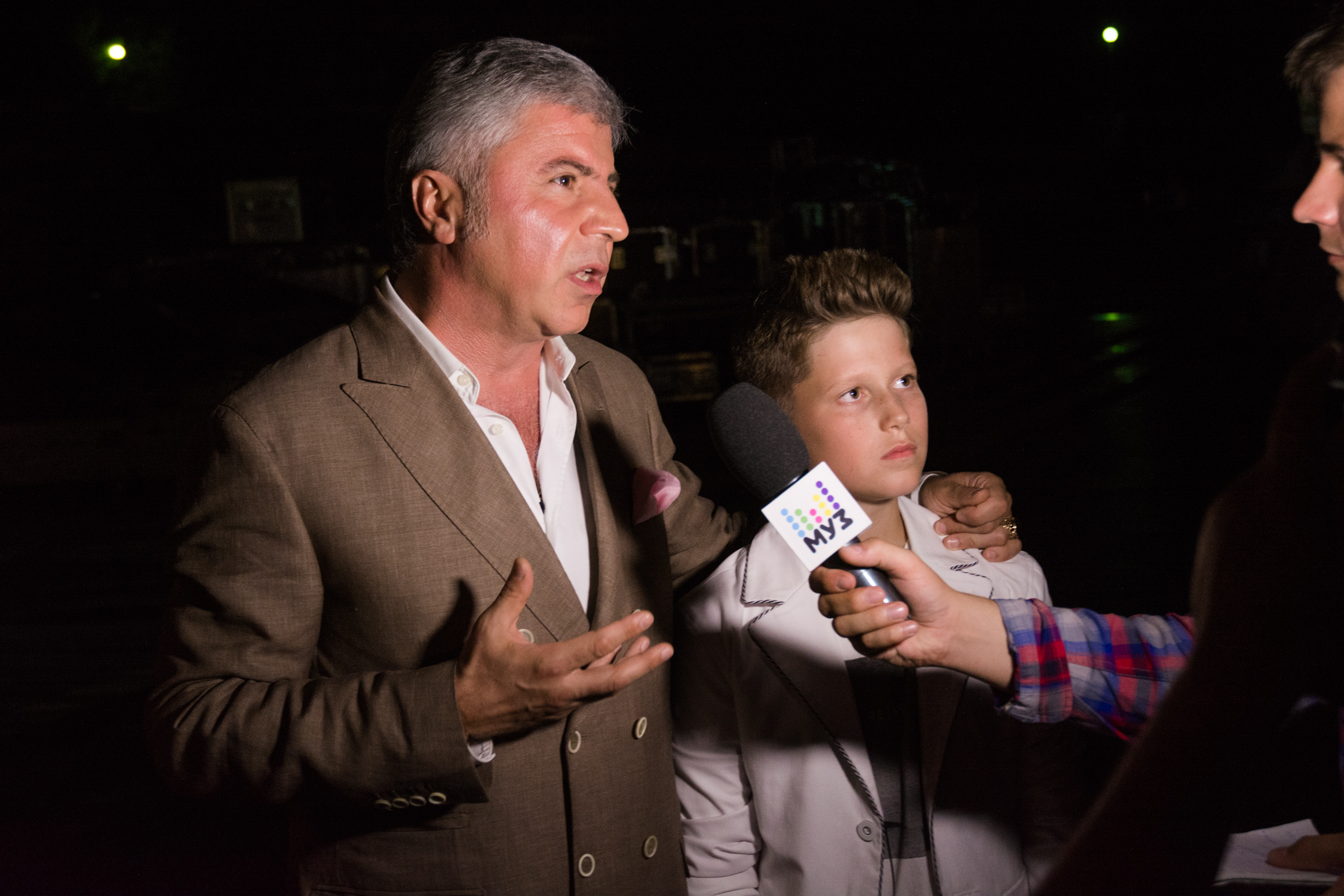
Сосо Павліашвілі і Андрій Бойко під час інтерв'ю телеканалу Муз-ТВ
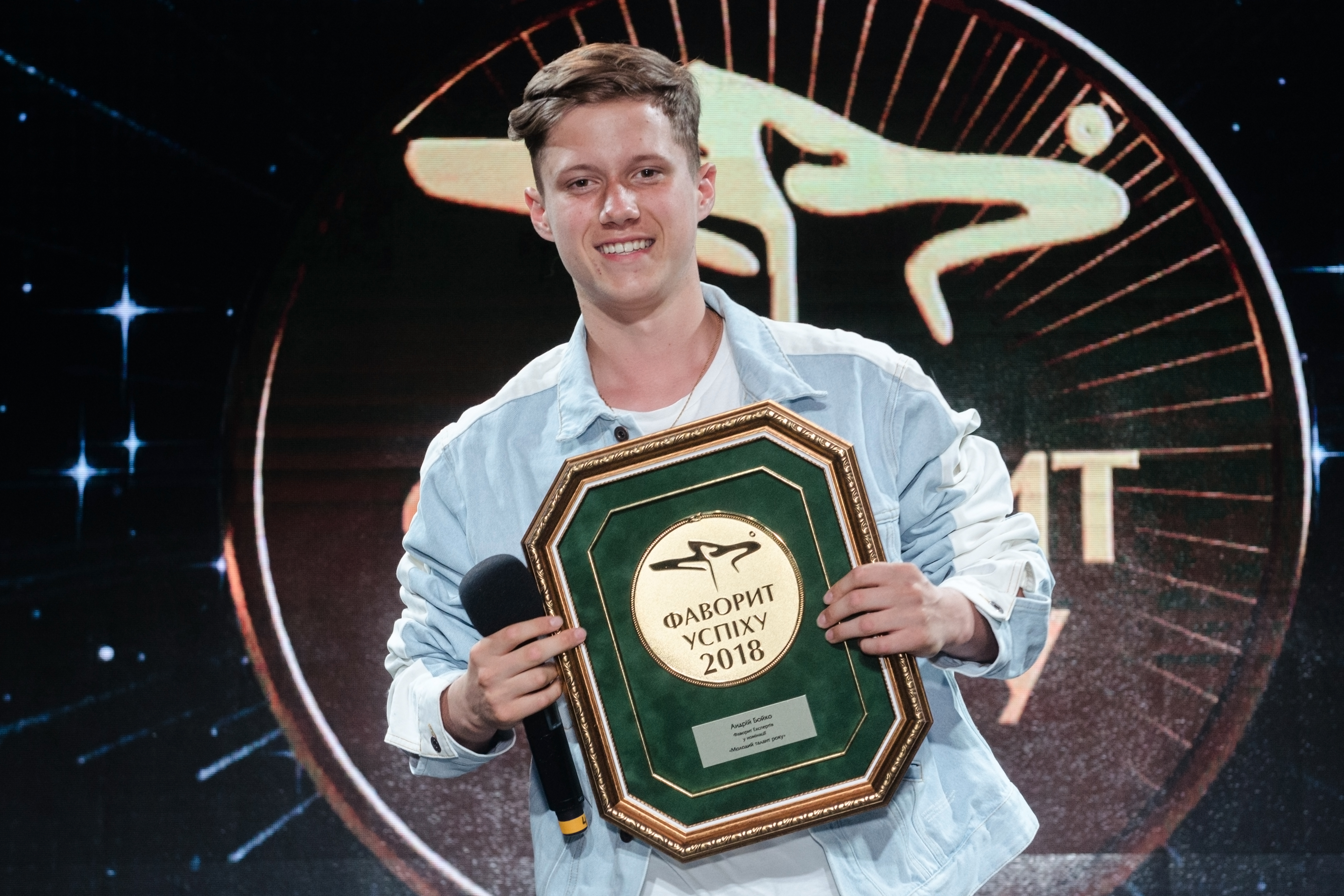
Андрій Бойко на церемонії нагородження «Фаворитів Успіху – 2018»